# Peter Schönlein

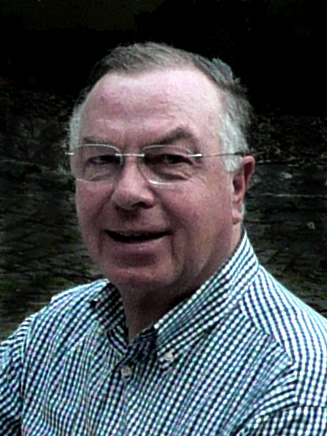
Peter Schönlein im Juni 2009

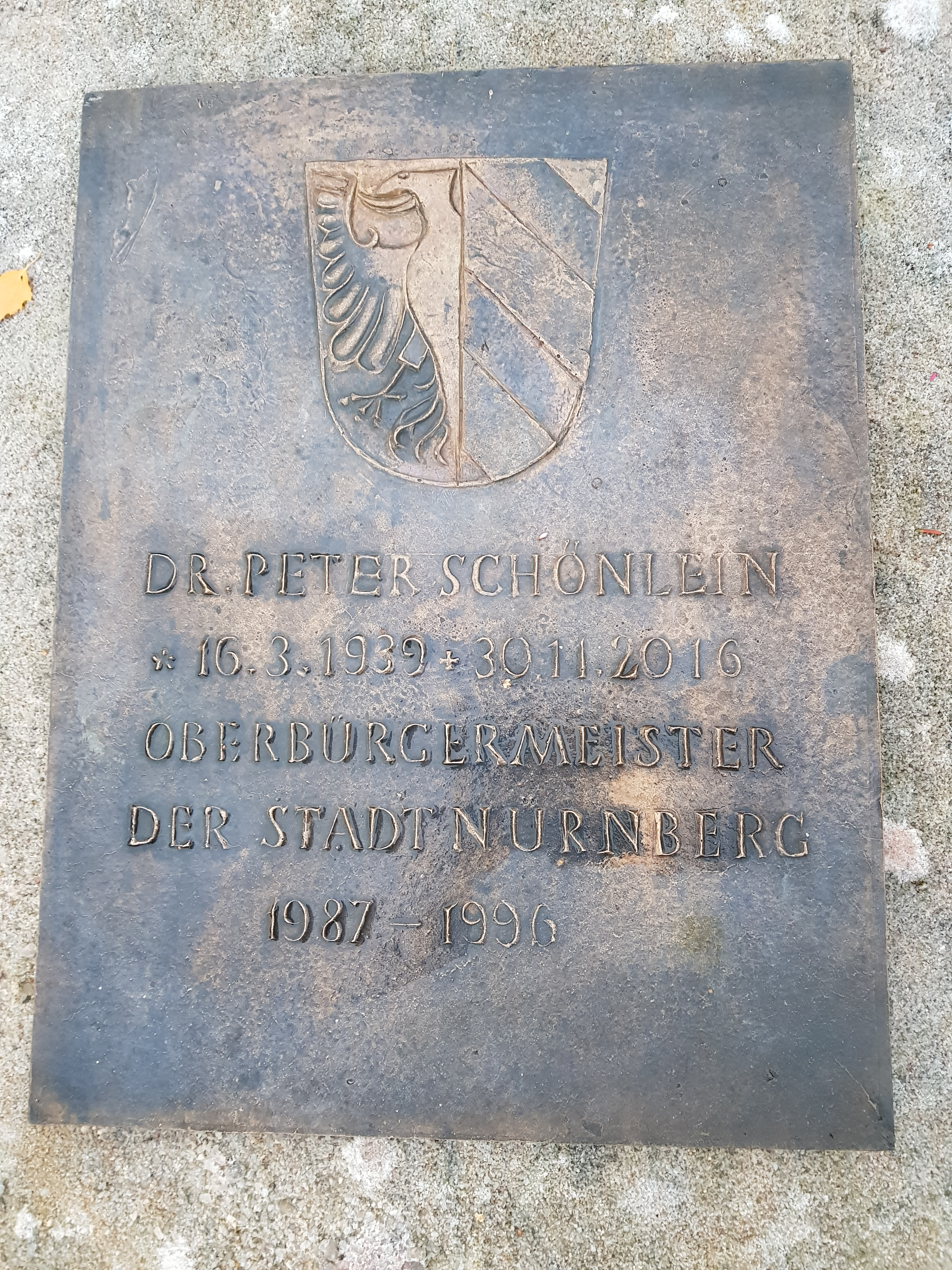
Bronzeplatte auf dem Liegegrabmal

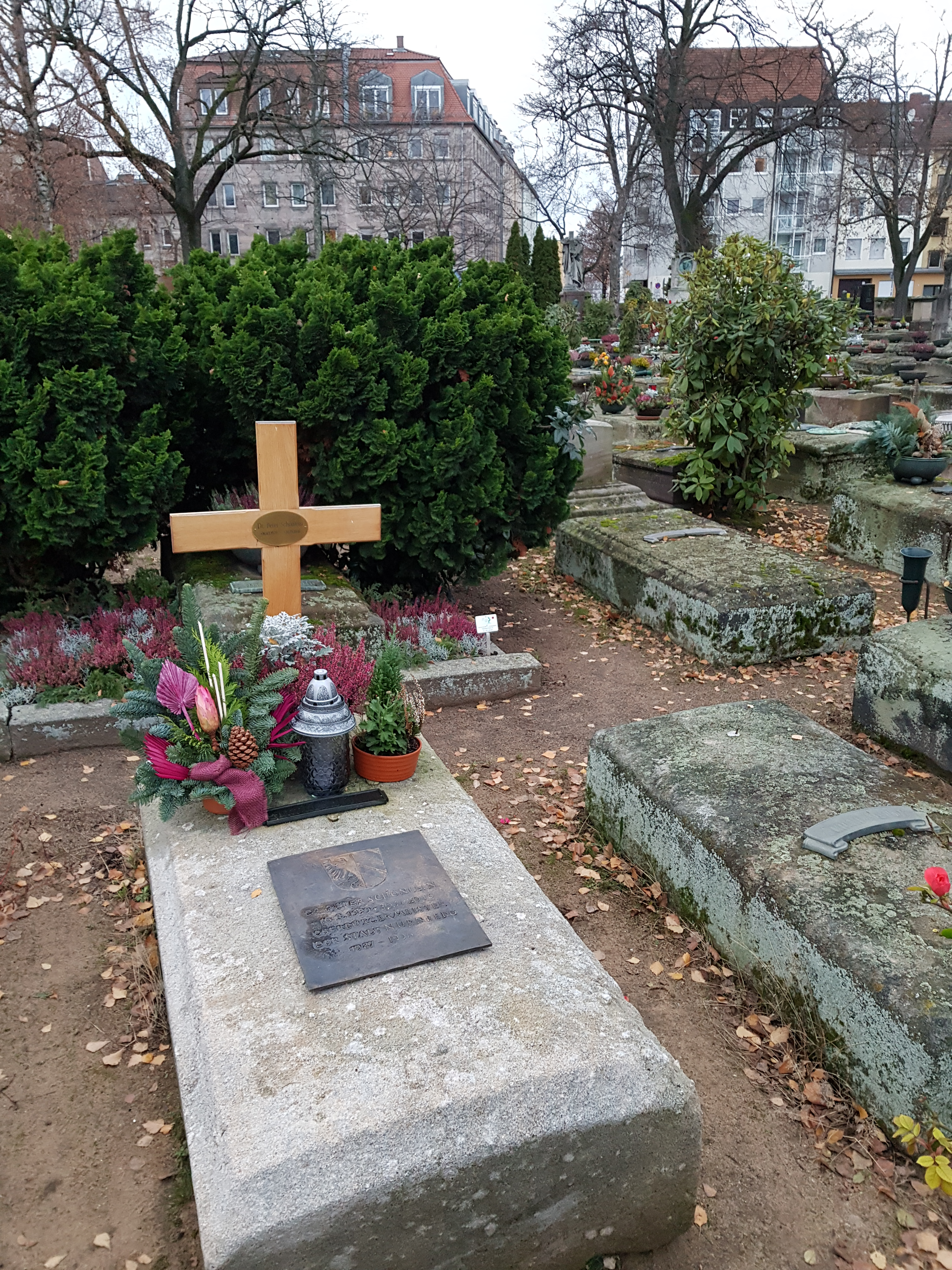
Grab auf dem Rochusfriedhof

Peter Wilhelm Schönlein (* 16. März 1939 in Nürnberg; † 30. November 2016 ebenda) war ein deutscher Kommunalpolitiker der SPD und von 1987 bis 1996 Oberbürgermeister der Stadt Nürnberg.

## Leben
Schönlein besuchte das Neue Gymnasium Nürnberg. Nach dem Abitur studierte er an der Friedrich-Alexander-Universität Erlangen Latein, Griechisch und Geschichte, ferner Französisch an der Sorbonne. Während seines Studiums wurde er 1960/61 Mitglied der Erlanger Burschenschaft der Bubenreuther. 1966 wurde er in  Erlangen zum Dr. phil. promoviert. 1966/67 war er dank eines Reisestipendiums in England auf einem Studienaufenthalt. Nach seinem Studium war er als Gymnasiallehrer am Melanchthon-Gymnasium Nürnberg tätig, dann am Neuen Gymnasium Nürnberg. Er war seit 1970 mit Claudia Zeck verheiratet und hatte zwei Kinder.
1972 erstmals in den Nürnberger Stadtrat gewählt, wurde Schönlein 1978 Vorsitzender der SPD-Stadtratsfraktion. Er kandidierte im Herbst 1987 für das Amt des Nürnberger Oberbürgermeisters und gewann gegen den CSU-Politiker Günther Beckstein. 1990 wurde er wiedergewählt. Zuvor hatte er seine Amtszeit freiwillig verkürzt, um OB- und Kommunalwahl zusammenlegen zu können. Zu den wichtigen Weichenstellungen seiner Amtszeit gehören die Erweiterung der U- und S-Bahn, die Neuordnung der städtischen Museen, der Ausbau des Franken-Stadions sowie die Einführung des Internationalen Nürnberger Menschenrechtspreises, zu deren Jury er auch bis 1996 zählte. Bei den Städtepartnerschaften mit Krakau und Prag setzte er besondere Akzente. Auf seine Initiative geht die Kulturmeile, nach dem Vorbild von Frankfurt am Main (Museumsufer) und Stuttgart, zurück. Sie wurde auch im Wahlkampf um das Oberbürgermeisteramt im März 1996 thematisiert, den er – eine Überraschung in der traditionell eher SPD-nahen Stadt – gegen den CSU-Bewerber Ludwig Scholz verlor. Danach kehrte er in den Lehrerberuf zurück, wurde zum Oberstudiendirektor befördert und war von 1996 bis 2002 Leiter des Nürnberger Dürer-Gymnasiums.
Peter Schönlein gehörte zu den prominenten Nürnbergern, die die Aktion „Keine Sprachschlamperei. Nein zu Denglisch“ der Senioren-Initiative Nürnberg (SIN) unterstützten, die zusammen mit dem Verein Deutsche Sprache auch das „Sprachbündnis Franken“ initiierte.
Schönlein engagierte sich lange in der Friedensbewegung, was auch an der Ausrichtung des „Amtes für internationale Beziehungen“ in seiner Amtszeit sichtbar wurde. Er trat als Redner beim Nürnberger Ostermarsch auf. Im Juni 2014 kritisierte er mit einem offenen Brief die Forderung nach mehr Militäreinsätzen, die Bundespräsident Joachim Gauck aufgestellt hatte.
Schönlein war Vorsitzender der Deutschen Olympischen Gesellschaft Mittelfranken und von 2006 bis 2012 Kirchenvorstand von St. Sebald in Nürnberg.
Er starb am 30. November 2016 im Alter von 77 Jahren.

## Auszeichnungen
- 1995: Cavaliere des italienischen Verdienstordens
- 1996: silberne Medaille der Stadt Krakau Cracoviae Merenti
- 2004: Verdienstkreuz 1. Klasse des Verdienstordens der Bundesrepublik Deutschland

## Schriften
- Sittliches Bewußtsein als Handlungsmotiv bei römischen Historikern. Inaugural-Dissertation. Universität Erlangen-Nürnberg, Phil. Fakultät, Diss. v. 4. April 1966, Erlangen-Nürnberg 1966.
- Wie die Baiern plünderten. Was Nürnberg an München verlor. In: Merian Nürnberg. Hoffmann & Campe, Heft 6, Hamburg 1981.
- Peter Schönlein, Jörg Wollenberg, Jerzy W. Wyrozumski: Menetekel. Das Gesicht des zweiten Weltkrieges. Nürnberger Gespräch zum 50. Jahrestag der Entfesselung des Zweiten Weltkrieges… Hrsg.: Bildungszentrum der Stadt Nürnberg. Beiträge von Andrzej Ajnenkiel… – Nürnberg: Bildungszentrum, 1992, 389 S., ISBN 83-233-0459-9 (Nürnberger Beiträge zur Erwachsenenbildung; Band 1).
- Die Städtepartnerschaft Nürnberg-Gera: Wie SED und Stasi alles unter Kontrolle halten wollten. Vortrag zur Ausstellung „Ein offenes Geheimnis. Post- und Telefonkontrolle in der DDR“ im Museum für Kommunikation Nürnberg am Montag, 25. Oktober 2004 (Digitalisat).

## Belege
1. ↑  Dissertation: Sittliches Bewußtsein als Handlungsmotiv bei römischen Historikern.
2. ↑  Keine Sprachschlamperei. Nein zu Denglisch. In: sechs+sechzig, Magazin für selbstbewußte ältere Menschen. 2003, archiviert vom Original am 10. Dezember 2003; abgerufen am 2. Dezember 2016.
3. ↑  Nein zu Denglisch: Eine Aktion der Senioren-Initiative Nürnberg (SIN). Sprachbündnis Franken, archiviert vom Original am 24. Februar 2008; abgerufen am 2. Dezember 2016.
4. ↑  Alt-OB Schönlein kritisiert Joachim Gauck. nordbayern.de, 19. Juni 2014, abgerufen am 2. Dezember 2016.
5. ↑  Hartmut Voigt: Nürnberg trauert: Alt-OB Peter Schönlein gestorben. nordbayern.de, 1. Dezember 2016, abgerufen am 2. Dezember 2016.

| Personendaten    | Personendaten                                  |
| ---------------- | ---------------------------------------------- |
| NAME             | Schönlein, Peter                               |
| ALTERNATIVNAMEN  | Schönlein, Peter Wilhelm (vollständiger Name)  |
| KURZBESCHREIBUNG | deutscher Pädagoge und Kommunalpolitiker (SPD) |
| GEBURTSDATUM     | 16. März 1939                                  |
| GEBURTSORT       | Nürnberg                                       |
| STERBEDATUM      | 30. November 2016                              |
| STERBEORT        | Nürnberg                                       |